# Иосиф (Дроздов)
Епископ Иосиф (в миру Иван Михайлович Дроздов; 7 [19] сентября 1824, село Лекши, Тверская губерния — 28 сентября [10 октября] 1881, Ялта) — епископ Русской православной церкви, епископ Смоленский и Дорогобужский.

## Биография
Родился 7 сентября 1824 года в семье диакона села Лекши Весьегонского уезда Тверской губернии.
Первоначально учился в Краснохолмском духовном училище, затем в Тверской духовной семинарии. В 1847 году поступил в Петербургскую духовную академию.
4 апреля 1851 года пострижен в монашество, 5 апреля рукоположен во иеродиакона, 2 сентября — во иеромонаха.
21 сентября того же года определен инспектором в новооткрытую Рижскую духовную семинарию.
8 декабря 1852 года присвоена ему степень магистра богословия.
С 23 июля 1856 года — ректор Симбирской духовной семинарии; 6 августа того же года возведен в сан архимандрита, а 21 декабря назначен директором Симбирского тюремного комитета.
9 января 1857 года назначен кафедральным цензором.
24 ноября 1860 года переведён ректором Литовской духовной семинарии семинарии и назначен настоятелем Виленского Свято-Троицкого монастыря.
14 сентября 1868 года по ходатайству митрополита Иосифа (Семашко) хиротонисан во епископа Ковенского, викария Литовской епархии.
7 декабря 1874 года переведён на Смоленскую кафедру.
Как администратор он действовал в духе любви, милосердия и совершенной снисходительности, к подчиненным относился как добрый, любящий отец, был всем доступен, со всеми внимателен. Поездки по епархии совершал скромно, без свиты, и любил гостить у приходских священников. Смоленская епархия обязана ему преобразованием училища девиц духовного звания и попечительства о бедных духовного звания.
В 1880 году по его ходатайству открыт Смоленский миссионерский комитет.
Скончался 28 сентября 1881 года в Ялте, где находился на лечении. Погребён в Смоленском Успенском соборе.